# Raúl Arsenio Casado
Raúl Arsenio Casado (* 27. Juli 1929 in Salta, Provinz Salta, Argentinien; † 20. Juli 2010 ebenda) war römisch-katholischer Erzbischof von Tucumán.

## Leben
Raúl Arsenio Casado empfing am 20. Dezember 1952 die Priesterweihe. 
Am 14. Mai 1975 ernannte ihn Papst Paul VI. zum Titularbischof von Tacapae und zum Weihbischof im Erzbistum Salta. Die Bischofsweihe spendete ihm Erzbischof Pio Laghi, Apostolischer Nuntius in Argentinien, am 16. August 1975; Mitkonsekratoren waren der Erzbischof von Salta, Carlos Mariano Pérez Eslava SDB, und der Bischof von San Nicolás de los Arroyos, Carlos Horacio Ponce de Léon. Sein Wahlspruch war „Me debo a todos.“ („Ich danke es allen.“).
Papst Johannes Paul II. ernannte ihn am 7. Juli 1983 zum Bischof von Jujuy. Die Amtseinführung fand am 21. August desselben Jahres statt. Am 15. Juni 1994 wurde er zum Erzbischof von Tucumán ernannt und am 18. September desselben Jahres in das Amt eingeführt.
Am 8. Juli 1999 nahm Papst Johannes Paul II. seinen krankheitsbedingten Rücktritt an.